# 944 до н. е.

## Події
- Кінець правління тирського цара Хірама Великого.

### Астрономічні явища
- 10 березня. Кільцеподібне сонячне затемнення.[1]
- 3 вересня. Повне сонячне затемнення.[1]